# Zuzana Lazarová
Zuzana Lazarová, vlastním jménem Tomková (* 17. října 1986, Liberec), je česká básnířka a fotografka.

## Život
Vystudovala teorii a dějiny umění na Masarykově univerzitě a fotografii na FAMU. Od roku 2019 vede na katedře fotografie FAMU předmět Dokumentární fotografie se zaměřením na divadelní fotografii. Dlouhodobě spolupracuje s divadelním souborem JEDL (Jan Nebeský, Lucie Trmíková, David Prachař) a Surrealistickou skupinou.

## Dílo
Její básně vycházejí v časopisech A2, Tvar a v surrealistické revue Analogon. Zastoupena byla také v antologii Nejlepší české básně 2013 a 2019(HOST) a sborníku Princip imaginace(Sdružení ANALOGONU 2016). Připravovala animované scény pro film Jana Švankmajera Přežít svůj život (2010). Básnická sbírka Železná košile (Fra, 2015) byla nominována na Cenu Jiřího Ortena a přeložena do němčiny (Kētos, 2018). Fotograficky ilustrovala román Umina verze Emila Hakla (Argo, 2016).

### Knižní vydání
- Železná košile, básnická sbírka, Fra, Praha, 2015, ISBN 978-80-7521-030-2[1]
- Das Eiserne Hemd / Železná košile, zrcadlový překlad do němčiny pořídil Ondřej Cikán, Kētos, Vídeň a Praha, 2018, ISBN 978-3-903124-02-8
- Blízké plochy, 2018[2]

## Výstavy
- 2021 - Dvojvýstava: Zuzana Lazarová: Zkamenělé slunce II,	Martin Stejskal: Obydlený sen,  Galerie Pštrossova 23, Praha